# برگیر شراب طرب انگیز و بیا
رباعی با مطلع «بر گیر شراب طرب‌انگیز و بیا» دومین رباعی از دیوان حافظ به تصحیح محمد قزوینی و قاسم غنی می باشد.
| بر گیر شراب طرب انگیز بیا   |  | پنهان ز رقیب سفله بستیز و بیا     |
| مشنو سخن خصم که بنشین و مرو |  | بشنو ز من این نکته که برخیز و بیا |